# Arielulus aureocollaris
Arielulus aureocollaris е вид прилеп от семейство Гладконоси прилепи (Vespertilionidae). Видът не е застрашен от изчезване.

## Разпространение
Разпространен е във Виетнам, Лаос и Тайланд.